# Maade
Die Maade ist der einzige größere Binnenfluss im Stadtgebiet von Wilhelmshaven. Sie hat eine Länge von 14,5 Kilometer und ist küstengeschichtlich von Bedeutung. Der Name leitet sich von dem friesischen Wort „mada“ für Wiese, sumpfiges, mooriges Erdreich ab.
Im Mittelalter bildete die Maade die Grenze zwischen den Gauen Östringen und Rüstringen. Damals gab sie einer trichterförmigen Bucht ihren Namen, die nach der letzten Eiszeit aus einem der vielen Schmelzwassertäler des Oldenburgisch-Ostfriesischen Geestrückens entstanden war. Die Maadebucht begann in den Niederungen von Friedeburg und Reepsholt und verlief in Form eines Trichters in nordöstlicher Richtung auf die heutige Innenjade zu. Die Mündung der Maadebucht war etwa 8 km breit und nahm fast die gesamte Fläche ein, auf der heute das nördliche Stadtgebiet von Wilhelmshaven liegt. Auf ihr konnten große Handelsschiffe fahren, unter anderem sollen auch Seeräuber wie Klaus Störtebeker die Maadebucht befahren haben, um sich in einem der Ausläufer der Bucht zu verstecken. Im 12. Jahrhundert begann man mit der Eindeichung der Maadebucht. Die vollständige Eindeichung konnte jedoch erst um 1520 abgeschlossen werden.
Die Maade mit den ihr angeschlossenen Tiefs, Zug- und Schaugräben dient heute in erster Linie der Entwässerung der tiefer gelegenen Flächen hinter den Deichen. Der Fluss mündet über ein Siel in der Nähe des Stadtteils Rüstersiel in die Innenjade. Das Maadesiel ist ein Mündungsschöpfwerk mit Seeschleuse, das die Entwässerung der anfallenden Niederschlagsmengen auch dann sicherstellt, wenn die Tidenverhältnisse auf der Jade so sind, dass ein regulärer Wasserabfluss unmöglich wäre.
Der Wilhelmshavener Stadtteil Maadebogen wurde nach dem charakteristischen bogenförmigen Verlauf der Maade in diesem Abschnitt benannt. Der weiter südlich vom Maadebogen liegende Stadtteil Maadetal verdankt seinen Namen ebenfalls dem Fluss.
In Rüstersiel und am Rüstersieler Groden gibt es je einen Sportboothafen. Oberhalb des Rüstersieler Hafens ist die Maade nur für Paddelboote befahrbar.

## Schutzstatus
Die Maade ist bis zur Querung durch die Landesstraße 811 (Freiligrathstraße) in Wilhelmshaven als FFH-Gebiet „Teichfledermaus-Habitate im Raum Wilhelmshaven“ ausgewiesen. Das FFH-Gebiet ist in Wilhelmshaven durch die Landschaftsschutzgebiete „Alte und Neue Maade“ und „Alte und Neue Maade zwischen Coldewei und Kreuzelwerk“ und im Landkreis Friesland durch das Landschaftsschutzgebiet „Teichfledermausgewässer“ national gesichert.